# TouchWiz
TouchWiz is een aanraakinterface ontwikkeld door Samsung, gekenmerkt door een volledige gebruikersinterface voor touchscreens. Het wordt soms door elkaar gehaald met het besturingssysteem zelf. TouchWiz wordt uitsluitend gebruikt in Samsung smartphones, tablets en phablets, en is niet beschikbaar voor andere fabrikanten. 
De laatste versie van TouchWiz, versie 6.0, is verschenen op Samsung Galaxy J2 Pro en Samsung Galaxy J2 (2016).
TouchWiz wordt gebruikt in Samsungs eigen besturingssysteem, Bada, alsook in toestellen die gebruikmaken van Googles besturingssysteem Android en andere besturingssystemen.